# Powiat gdański

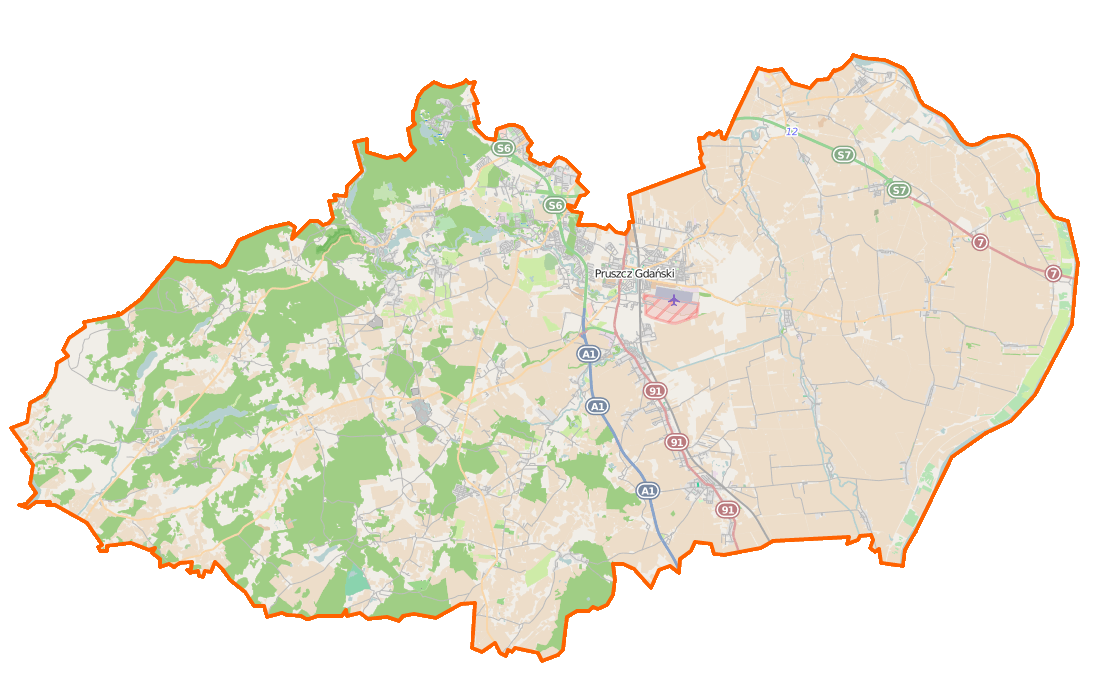
Mapa powiatu

Powiat gdański – powiat w Polsce, położony w północno-wschodniej części województwa pomorskiego. Jego siedzibą jest miasto Pruszcz Gdański, mimo że nazwa pochodzi od miasta Gdańsk.
Według danych z 31 grudnia 2019 roku powiat zamieszkiwało 118 489 osób. Natomiast według danych z 30 czerwca 2020 roku powiat zamieszkiwały 119 362 osoby.

## Miasta i gminy w powiecie
W skład powiatu wchodzą:
- miasta: Pruszcz Gdański
- gminy wiejskie: Cedry Wielkie, Kolbudy, Pruszcz Gdański, Przywidz, Pszczółki, Suchy Dąb, Trąbki Wielkie

## Geografia
Powiat gdański zajmuje powierzchnię 793 km², z czego ponad 67% areału zajmują użytki rolne, a 17,5% lasy.
Powiat jest bardzo zróżnicowany pod względem warunków naturalnych. Wyraźnie zaznacza się podział powiatu na tzw. część wyżynną (zachodnią), ze wzgórzami morenowymi, jeziorami oraz głębokimi korytami rzecznymi; oraz nizinną, obejmującą równinne Żuławy Gdańskie z intensywną produkcją rolną.
Podział ten znajdował swoje odzwierciedlenie w podziale administracyjnym przed rokiem 1939, kiedy to obszar dzisiejszego powiatu był podzielony między powiaty Danziger Höhe; z Pruszczem (oraz Danziger Niederung; powiat ten obejmował również pas wybrzeża bałtyckiego na prawym brzegu Wisły, z Mikoszewem, Stegną i Sztutowem). Siedziba obydwu powiatów mieściła się w Gdańsku.
W 1945, po przywróceniu samodzielności administracyjnej Pruszcza Gdańskiego, powiat gdański liczył 146 gmin wiejskich.

## Demografia

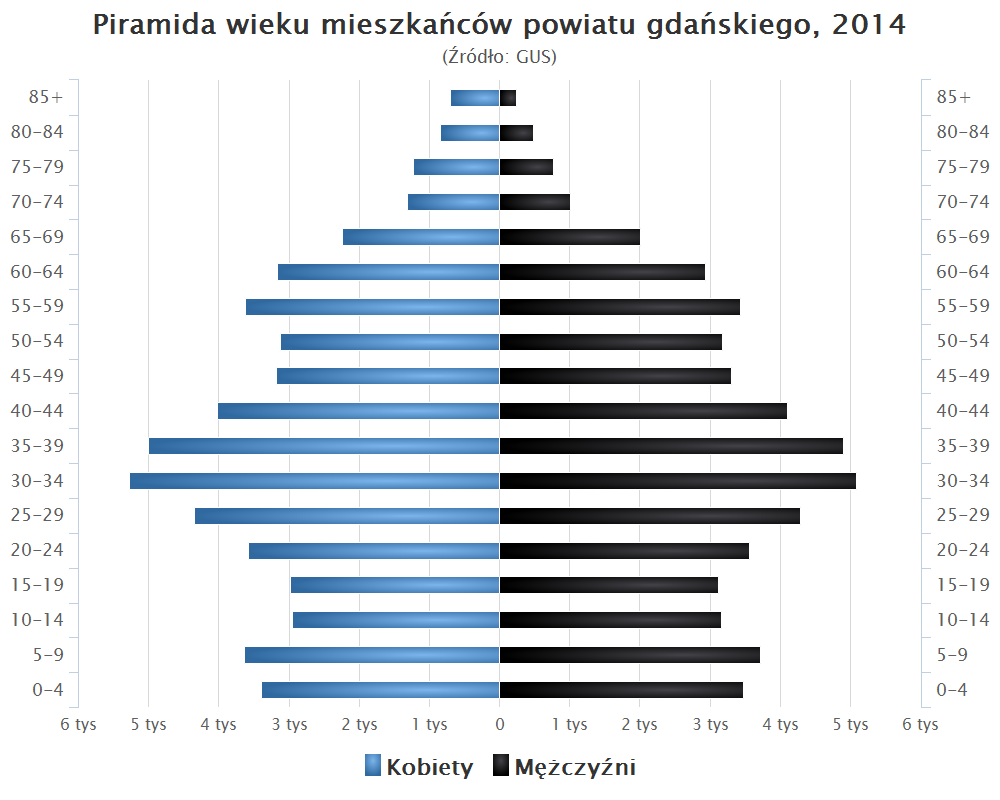
Piramida wieku mieszkańców powiatu gdańskiego w 2014 roku

Liczba ludności (dane z 30 czerwca 2013):
|        | Ogółem  | Ogółem | Kobiety | Kobiety | Mężczyźni | Mężczyźni |
| osób   | %       | osób   | %       | osób    | %         |           |
| ------ | ------- | ------ | ------- | ------- | --------- | --------- |
| Ogółem | 104 111 | 100    | 52 808  | 50,72   | 51 303    | 49,28     |
| Miasto | 28 722  | 27,59  | 15 000  | 14,41   | 13 722    | 13,18     |
| Wieś   | 75 389  | 72,41  | 37 808  | 36,32   | 37 581    | 36,10     |

▶Wieś vs ▶miasto
Ogółem (▶k, ▶m)
Miasto (▶k, ▶m)
Wieś (▶k, ▶m)

### Ludność w latach
|      | \| Lata \| Ludność[7] (stan na 31 grudnia) \| \| ---- \| ------------------------------- \| \| 1999 \| 77 372 \| \| 2000 \| 78 224 \| \| 2001 \| 79 459 \| \| 2002 \| 80 470 \| \| 2003 \| 81 676 \| \| 2004 \| 83 201 \| \| 2005 \| 84 711 \| \| 2006 \| 86 451 \| \| 2007 \| 89 073 \| \| 2008 \| 90 907 \| \| 2009 \| 93 191 \| \| 2010 \| 95 710 \| \| 2011 \| 100 912 \| \| 2012 \| 103 167 \| |
| Lata | Ludność (stan na 31 grudnia) |
| 1999 | 77 372 |
| 2000 | 78 224 |
| 2001 | 79 459 |
| 2002 | 80 470 |
| 2003 | 81 676 |
| 2004 | 83 201 |
| 2005 | 84 711 |
| 2006 | 86 451 |
| 2007 | 89 073 |
| 2008 | 90 907 |
| 2009 | 93 191 |
| 2010 | 95 710 |
| 2011 | 100 912 |
| 2012 | 103 167 |

### Ludność w gminach
Liczba mieszkańców 30 czerwca 2013:
| Herb | Gmina                 | Typ     | Powierzchnia (km²) | Populacja (2013) | Siedziba       |
|      | Pruszcz Gdański       | miejska | 16,47              | 28 722           |                |
|      | Gmina Pruszcz Gdański | wiejska | 142,56             | 24 028           | Juszkowo       |
|      | Gmina Kolbudy         | wiejska | 82,8               | 15 131           | Kolbudy        |
|      | Gmina Trąbki Wielkie  | wiejska | 162,62             | 10 679           | Trąbki Wielkie |
|      | Gmina Pszczółki       | wiejska | 49,84              | 8 823            | Pszczółki      |
|      | Gmina Cedry Wielkie   | wiejska | 124,28             | 6 848            | Cedry Wielkie  |
|      | Gmina Przywidz        | wiejska | 129,62             | 5 719            | Przywidz       |
|      | Gmina Suchy Dąb       | wiejska | 84,98              | 4 161            | Suchy Dąb      |

## Rada Powiatu
| Ugrupowanie                                 | 2002-2006 | 2006-2010 | 2010-2014 | 2014-2018 | 2018-2023 |
| ------------------------------------------- | --------- | --------- | --------- | --------- | --------- |
| Sojusz Lewicy Demokratycznej                | 6         | 1 (LiD)   | –         | –         | –         |
| Prawo i Samorządność                        | 1         | –         | –         | –         | –         |
| Porozumienie Samorządowe Wspólny Powiat     | 12        | –         | –         | –         | –         |
| Prawo i Sprawiedliwość                      | –         | 4         | 2         | 7         | 4         |
| Platforma Obywatelska                       | –         | 9         | 14        | 13        | –         |
| Porozumienie Samorządowe „Więź”             | –         | 7         | –         | –         | –         |
| Wspólny Powiat 2010                         | –         | –         | 5         | –         | –         |
| Samorządność Powiatu Gdańskiego             | –         | –         | –         | 3         | –         |
| Wspólny Powiat                              | –         | –         | –         | –         | 13        |
| Porozumienie Samorządowe Powiatu Gdańskiego | –         | –         | –         | –         | 6         |

## Gospodarka
W 2011 dochody budżetowe powiatu wynosiły niespełna 63 mln zł, a w 2014 – 90 mln zł. W latach 2010–2014 powiat pozyskał ze źródeł zewnętrznych blisko 64 mln zł, z czego połowę tej kwoty stanowiły środki unijne. W 2013 w powiecie zarejestrowanych było 100 609 pojazdów, w tym 16 313 ciężarówek. W powiecie zarejestrowanych jest więcej pojazdów, niż liczy on mieszkańców – 121 864 w roku 2016 i 113 064 w 2015, podczas gdy w 2010 – 89 565, 2011 – 93 728, 2012 – 96 970, 2013 – 101 340, 2014 – 107 650.

## Sąsiednie powiaty
- pomorskie:  powiat kartuski,  powiat kościerski,  powiat malborski,  powiat nowodworski,  powiat starogardzki,  powiat tczewski,  miasto Gdańsk